# Villedieu (Vaucluse)
Pour les articles homonymes, voir Villedieu.
Villedieu est une commune française située dans le département de Vaucluse, en région Provence-Alpes-Côte d'Azur.

## Géographie
La commune de Villedieu est située au nord du département, au milieu des collines de la vallée du Rhône. Le bourg quant à lui est situé à l'ouest de la commune. Ce village templier du val d'Aygues compte 515 habitants (2012).
| Saint-Maurice-sur-Eygues (Drôme) | Vinsobres (Drôme) |                                   |
|                                  | Villedieu         | Mirabel-aux-Baronnies (Drôme)     |
| Buisson                          | Vaison-la-Romaine | Puyméras Saint-Romain-en-Viennois |

### Accès et transports
La commune est desservie depuis le département voisin par la route départementale 7 (direction nord-est vers Mirabel-aux-Baronnies). La route départementale 94 part au sud vers Vaison-la-Romaine. Enfin, la route départementale 75 part vers Buisson à l'ouest.
L'autoroute la plus proche est l'autoroute A7.

### Relief et géologie
La partie nord de la commune est principalement composée d'une plaine alluvionnaire (quaternaire). Le reste, de divers reliefs plus ou moins calcaires avec des hauteurs plus importantes sur la partie est.
Le point bas communal -soit 176 mètres d'altitude- se situe dans le lit de l'Aygues, en bordure de commune au nord nord-ouest, tandis que le point haut -443 mètres d'altitude- est localisé en bordure de commune et de département, à l'est du bourg, à proximité du Bois du Roi.

### Sismicité
Les cantons de Bonnieux, Apt, Cadenet, Cavaillon et Pertuis sont classés en zone Ib (risque faible). Les autres cantons du département de Vaucluse sont classés en zone Ia (risque très faible). Ce zonage correspond à une sismicité ne se traduisant qu'exceptionnellement par la destruction de bâtiments.

### Hydrographie
Le ravin de la crotte, puis le ravin des mataronnes nourrissent le Rieu qui va se jeter dans l'Aygues (ou Eygues) qui coule à la limite nord de la commune. Proche de l'Aygues, toujours au nord de la commune, le canal du moulin traverse d'est en ouest, le long de la route départementale 7, puis de la 75.

### Climat
Pour des articles plus généraux, voir Climat de Provence-Alpes-Côte d'Azur et Climat de Vaucluse.
En 2010, le climat de la commune est de type climat méditerranéen franc, selon une étude du Centre national de la recherche scientifique s'appuyant sur une série de données couvrant la période 1971-2000. En 2020, Météo-France publie une typologie des climats de la France métropolitaine dans laquelle la commune est dans une zone de transition entre le climat de montagne et le climat méditerranéen et est dans la région climatique  Provence, Languedoc-Roussillon, caractérisée par une pluviométrie faible en été, un très bon ensoleillement (2 600 h/an), un été chaud (21,5 °C), un air très sec en été, sec en toutes saisons, des vents forts (fréquence de 40 à 50 % de vents > 5 m/s) et peu de brouillards. 
Pour la période 1971-2000, la température annuelle moyenne est de 13,3 °C, avec une amplitude thermique annuelle de 17,1 °C. Le cumul annuel moyen de précipitations est de 759 mm, avec 6,1 jours de précipitations en janvier et 3,4 jours en juillet. Pour la période 1991-2020, la température moyenne annuelle observée sur la station météorologique de Météo-France la plus proche, « Vinsobres », sur la commune de Vinsobres à 6 km à vol d'oiseau, est de 14,2 °C et le cumul annuel moyen de précipitations est de 788,5 mm. 
La température maximale relevée sur cette station est de 43 °C, atteinte le 23 août 2023 ; la température minimale est de −10,6 °C, atteinte le 7 février 2012,,. 
Les paramètres climatiques de la commune ont été estimés pour le milieu du siècle (2041-2070) selon différents scénarios d'émission de gaz à effet de serre à partir des nouvelles projections climatiques de référence DRIAS-2020. Ils sont consultables sur un site dédié publié par Météo-France en novembre 2022.

## Urbanisme

### Typologie
Au 1er janvier 2024, Villedieu est catégorisée commune rurale à habitat dispersé, selon la nouvelle grille communale de densité à sept niveaux définie par l'Insee en 2022.
Elle est située hors unité urbaine. Par ailleurs la commune fait partie de l'aire d'attraction de Vaison-la-Romaine, dont elle est une commune de la couronne,. Cette aire, qui regroupe 14 communes, est catégorisée dans les aires de moins de 50 000 habitants,.

### Occupation des sols
L'occupation des sols de la commune, telle qu'elle ressort de la base de données européenne d’occupation biophysique des sols Corine Land Cover (CLC), est marquée par l'importance des territoires agricoles (79,6 % en 2018), en diminution par rapport à 1990 (82,3 %). La répartition détaillée en 2018 est la suivante : 
cultures permanentes (73,9 %), forêts (14,2 %), zones agricoles hétérogènes (5,7 %), espaces ouverts, sans ou avec peu de végétation (3,9 %), zones urbanisées (2,3 %). L'évolution de l’occupation des sols de la commune et de ses infrastructures peut être observée sur les différentes représentations cartographiques du territoire : la carte de Cassini (XVIIIe siècle), la carte d'état-major (1820-1866) et les cartes ou photos aériennes de l'IGN pour la période actuelle (1950 à aujourd'hui).

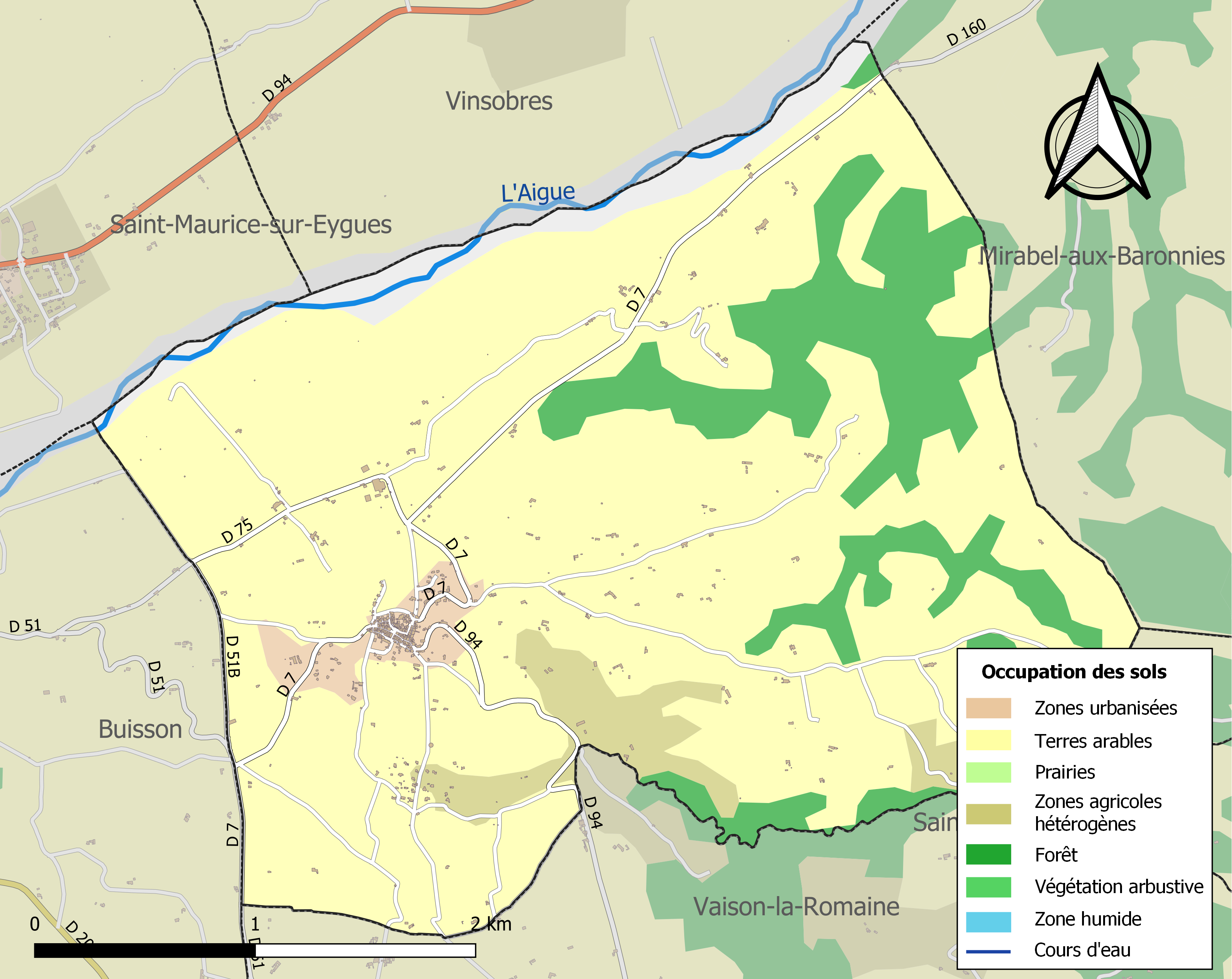
Carte des infrastructures et de l'occupation des sols de la commune en 2018 (CLC).

## Histoire

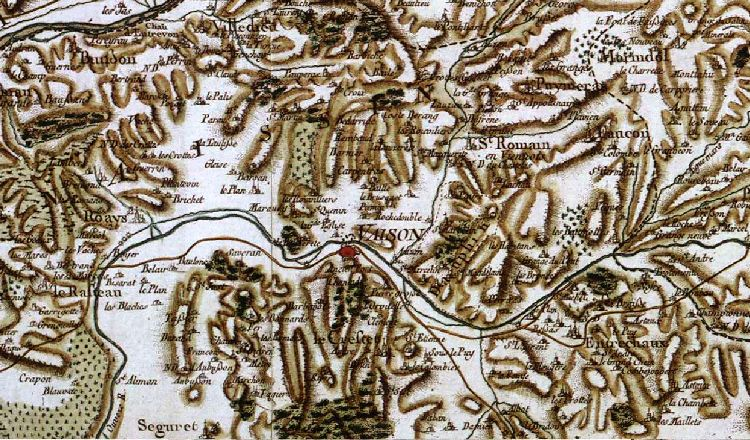
Les environs de Vaison au XVIIIe par Cassini.

### Antiquité
La colonisation romaine se résume, en l'état actuel des fouilles archéologiques, à la découverte d'une sépulture à mobilier funéraire sur la montagne de Croupatas aujourd'hui déposée au musée Calvet, ainsi que traces de villas attestées par découvertes de tuiles, pierres taillées, fragments de dolia et céramique, notamment au Quartier Saint Laurent.

### Moyen Âge
Villedieu fut le siège au XIIIe siècle d'une commanderie hospitalière non loin de la commanderie templière de Beaulieu (au nord-est). À la suite du concile de Vienne la commanderie de Beaulieu ainsi que l'ensemble de ses terres fut dévolue aux hospitaliers. Mais ces derniers durent à leur tour céder une partie de leurs biens dans le Venaissin à Jean XXII le 21 juin 1317 dont Villedieu. La papauté d'Avignon en afferma les revenus puis les octroya à ses cardinaux. En 1383, ils furent dévolus à Pietro Corsini, cardinal de Florence. Il en bénéficia jusqu’à sa mort en 1405.

### Renaissance
La papauté retournée à Rome, les revenus de Villedieu furent, lors du gouvernement des légats et vice-légats, gérés par la Révérande Chambre Apostolique - le ministère des finances pontificales - jusqu'à la Révolution française.
Lors des guerres de Religion, Lesdiguières investit la place et la mit à contribution en 1588.

### Période moderne
Le 12 août 1793 fut créé le département de Vaucluse, constitué des districts d'Avignon et de Carpentras, mais aussi de ceux d'Apt et d'Orange, qui appartenaient aux Bouches-du-Rhône, ainsi que du canton de Sault, qui appartenait aux Basses-Alpes.
En 1794, la commune prit comme nom Côte Libre.

### Période contemporaine
Le terroir viticole de la commune est classé en côtes-du-rhône, appellation reconnue depuis le 19 novembre 1937.
La chapelle Saint-Claude a été rasée par le maire de l'époque Gustave Tardieu en 1976. Le château d'eau de Villedieu qui dessert aussi Vaison-la-Romaine fut construit à sa place.

### Héraldique
| Blason de Villedieu | Les armes peuvent se blasonner ainsi : D'azur au léopard lionné d'or. Devise : noli irritare leonem (n'irritez pas le lion). |

## Politique et administration

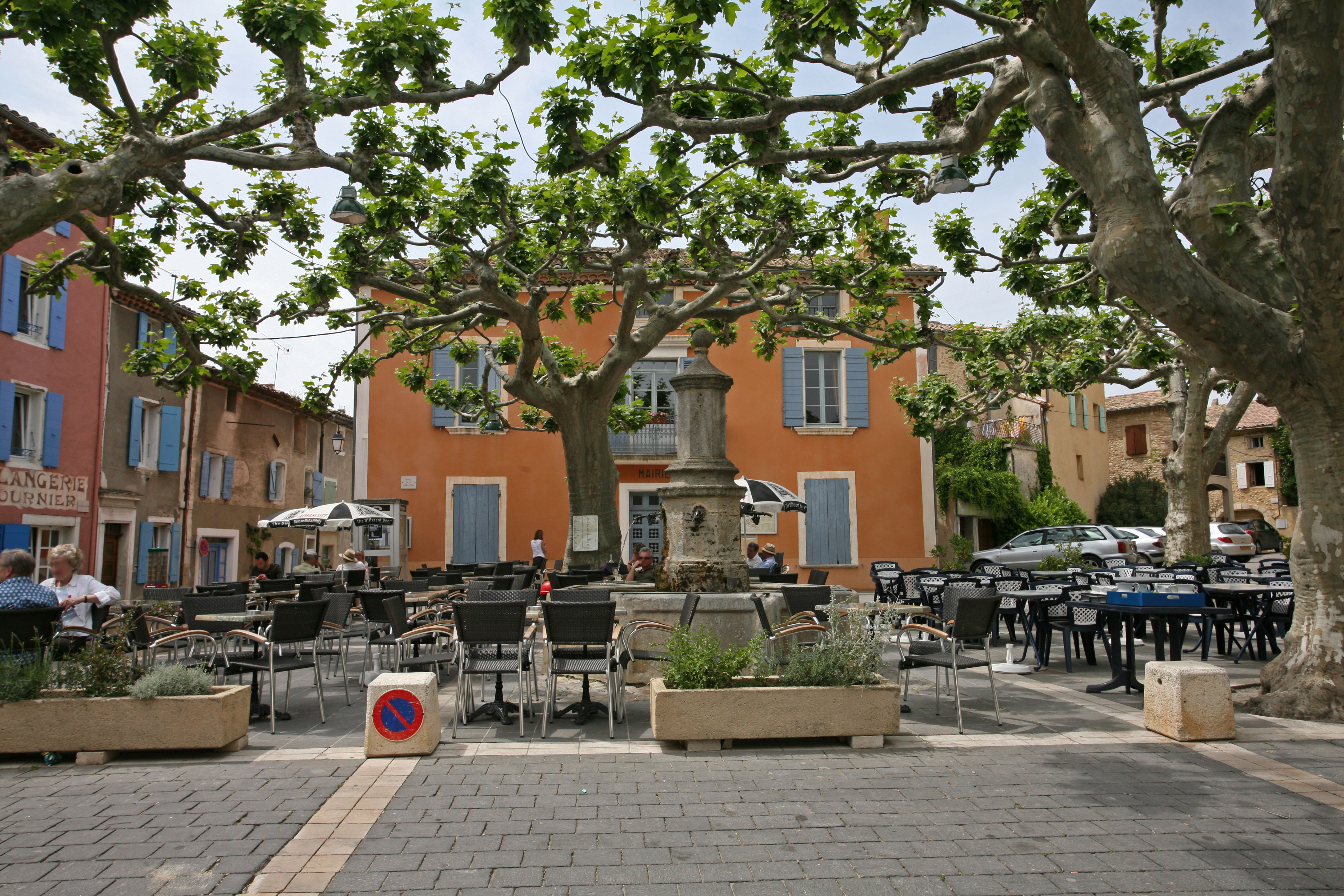
Mairie et fontaine.

| Période                                  | Période       | Identité          | Étiquette | Qualité     |
| ---------------------------------------- | ------------- | ----------------- | --------- | ----------- |
| janvier 1924                             | mai 1925      | Marcel Donat      |           | Agriculteur |
| mai 1925                                 | juillet 1934  | Hector Jacomet    |           | Industriel  |
| juillet 1934                             | mai 1935      | Louis Chappon     |           |             |
| mai 1935                                 | août 1944     | Antoine Millet    |           |             |
| août 1944                                | mars 1961     | Gustave Tardieu   |           | agriculteur |
| mars 1961                                | mars 1965     | Wilfrid Brieux    |           | Agriculteur |
| mars 1965                                | janvier 1974  | Gustave Tardieu   |           | agriculteur |
| janvier 1974                             | mars 1983     | Wilfrid Brieux    |           | agriculteur |
| mars 1983                                | novembre 2000 | Jean-Louis Vollot |           | instituteur |
| novembre 2000                            | mars 2001     | Mireille Dieu     |           | secrétaire  |
| mars 2001                                | mars 2008     | Jean-Louis Vollot |           | instituteur |
| mars 2008                                | janvier 2013  | Yves Tardieu      |           | Professeur  |
| mars 2013                                | en cours      | Pierre Arnaud     |           | Viticulteur |
| Les données manquantes sont à compléter. |               |                   |           |             |

### Intercommunalité
La commune fait partie de la communauté de communes Vaison Ventoux, qui fait elle-même partie du syndicat mixte d'aménagement de l'Aygues et du syndicat mixte d'aménagement du bassin de l'Ouvèze (SIABO).

### Fiscalité
| Taxe                                                | Part communale | Part intercommunale | Part départementale | Part régionale |
| --------------------------------------------------- | -------------- | ------------------- | ------------------- | -------------- |
| Taxe d'habitation (TH)                              | 8,15 %         | 0,00 %              | 7,55 %              | 0,00 %         |
| Taxe foncière sur les propriétés bâties (TFPB)      | 13,77 %        | 0,00 %              | 10,20 %             | 2,36 %         |
| Taxe foncière sur les propriétés non bâties (TFPNB) | 42,64 %        | 0,00 %              | 28,96 %             | 8,85 %         |
| Taxe professionnelle (TP)                           | 00,00 %        | 18,54 %             | 13,00 %             | 3,84 %         |

La part régionale de la taxe d'habitation n'est pas applicable.

## Population et société

### Démographie

#### Évolution démographique
L'évolution du nombre d'habitants est connue à travers les recensements de la population effectués dans la commune depuis 1793. Pour les communes de moins de 10 000 habitants, une enquête de recensement portant sur toute la population est réalisée tous les cinq ans, les populations de référence des années intermédiaires étant quant à elles estimées par interpolation ou extrapolation. Pour la commune, le premier recensement exhaustif entrant dans le cadre du nouveau dispositif a été réalisé en 2008.
En 2022, la commune comptait 480 habitants, en évolution de −7,16 % par rapport à 2016 (Vaucluse : +1,73 %, France hors Mayotte : +2,11 %). Le maximum de la population a été atteint en 1851 avec 1 011 habitants.
| 1793 | 1800 | 1806 | 1821 | 1831 | 1836 | 1841 | 1846 | 1851  |
| ---- | ---- | ---- | ---- | ---- | ---- | ---- | ---- | ----- |
| 713  | 602  | 802  | 927  | 941  | 948  | 919  | 971  | 1 011 |

| 1856 | 1861 | 1866 | 1872 | 1876 | 1881 | 1886 | 1891 | 1896 |
| ---- | ---- | ---- | ---- | ---- | ---- | ---- | ---- | ---- |
| 994  | 947  | 915  | 898  | 892  | 824  | 789  | 777  | 711  |

| 1901 | 1906 | 1911 | 1921 | 1926 | 1931 | 1936 | 1946 | 1954 |
| ---- | ---- | ---- | ---- | ---- | ---- | ---- | ---- | ---- |
| 716  | 717  | 733  | 592  | 605  | 543  | 504  | 505  | 471  |

| 1962 | 1968 | 1975 | 1982 | 1990 | 1999 | 2006 | 2008 | 2013 |
| ---- | ---- | ---- | ---- | ---- | ---- | ---- | ---- | ---- |
| 442  | 472  | 438  | 480  | 548  | 512  | 506  | 506  | 516  |

| 2018 | 2022 | - | - | - | - | - | - | - |
| ---- | ---- | - | - | - | - | - | - | - |
| 491  | 480  | - | - | - | - | - | - | - |

#### Pyramide des âges
En 2018, le taux de personnes d'un âge inférieur à 30 ans s'élève à 23,8 %, soit en dessous de la moyenne départementale (33,6 %). À l'inverse, le taux de personnes d'âge supérieur à 60 ans est de 35,5 % la même année, alors qu'il est de 28,4 % au niveau départemental.
En 2018, la commune comptait 241 hommes pour 250 femmes, soit un taux de 50,92 % de femmes, légèrement inférieur au taux départemental (52,03 %).
Les pyramides des âges de la commune et du département s'établissent comme suit.
| Hommes | Classe d’âge | Femmes |
| ------ | ------------ | ------ |
| 0,0    | 90 ou +      | 1,2    |
| 8,3    | 75-89 ans    | 9,2    |
| 26,6   | 60-74 ans    | 25,6   |
| 21,6   | 45-59 ans    | 23,6   |
| 16,2   | 30-44 ans    | 20,0   |
| 8,7    | 15-29 ans    | 7,2    |
| 18,7   | 0-14 ans     | 13,2   |

| Hommes | Classe d’âge | Femmes |
| ------ | ------------ | ------ |
| 0,8    | 90 ou +      | 1,9    |
| 8,3    | 75-89 ans    | 10,6   |
| 18,1   | 60-74 ans    | 19,1   |
| 20,3   | 45-59 ans    | 19,9   |
| 17,6   | 30-44 ans    | 17,6   |
| 16,1   | 15-29 ans    | 14,4   |
| 18,9   | 0-14 ans     | 16,4   |

## Économie
On trouve sur la commune 2 commerces de proximité : une épicerie et un tabac-presse.

### Tourisme
Avec la proximité de Vaison-la-Romaine et l'importance économique de la vigne, deux types de tourisme peuvent clairement être identifiés : l'œnotourisme (caves de dégustation) et tourisme de randonnées (plusieurs circuits pédestres et vélo à proximité). On trouve sur la commune plusieurs gîtes et chambres d'hôtes qui permettent l'accueil des touristes.
Restauration : un bar-restaurant à tapas, une crêperie, une pizzéria.

### Agriculture

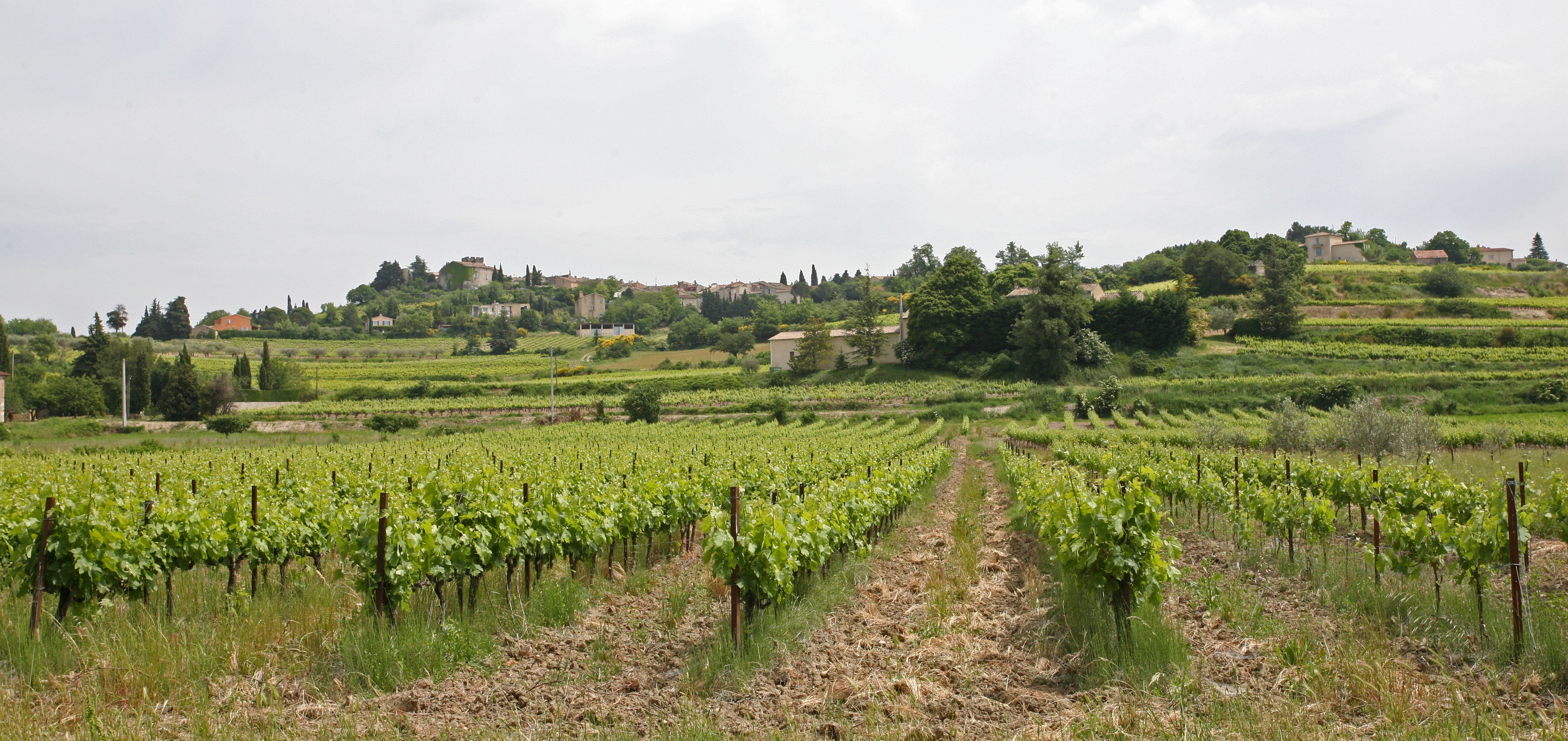
Villedieu et ses vignes.

Le vignoble produit de vins classés en côtes-du-rhône. Les vins qui ne sont pas en appellation d'origine contrôlée peuvent revendiquer, après agrément, le label vin de pays de la Principauté d'Orange. Les vignerons de la commune sont représentés par leur propre confrérie, les vignerons saint vincent de Villedieu créée en 1989 par Yves Arnaud et dirigée actuellement par le recteur Jean Dieu ; elle compte 27 membres tous vignerons.

## Équipements ou Services

### Transports urbains
Le village de Villedieu est desservi par de nombreux bus notamment scolaires.

### Enseignement
La commune possède une école primaire publique, ensuite les élèves sont affectés au collège Joseph-d'Arbaud à Vaison-la-Romaine, puis vers les lycée Jean-Henri-Fabre à Carpentras.

### Sports
Skatepark : roller et skate, tennis, pétanque, circuit pédestre et vélo.

### Santé
On trouve sur la commune voisine de Vaison-la-Romaine :
- un centre médico-social (rue Laënnec) avec des consultations PMI, le planning familial, etc.,
- des médecins généralistes, dentistes, un cabinet de radiologie et d'échographie, plusieurs pharmacies,
- deux maisons de retraite et un foyer logement,
- un centre hospitalier muni d'un service d'urgences et où quelques spécialistes assurent des consultations externes.

### Écologie et recyclage
La collecte et traitement des déchets des ménages et déchets assimilés et la protection et mise en valeur de l'environnement se font dans le cadre de la communauté de communes Pays Vaison Ventoux.
La commune fut une des premières du Vaucluse à être dotée d'un réseau d'eaux usées et d'une station d'épuration, en 1957. Devenu obsolète, cet équipement a été remplacé en 2008 par une station neuve, en filtre plantée de roseaux.

### Monuments et patrimoine
- Ancienne commanderie hospitalière, il reste un château avec une tour au niveau du bourg.
- Murs d'enceinte du vieux village et fortifications. Ce mur est troué de trois importantes portes. Un beffroi surmonte l'une d'elles et l'on peut y voir, centré au-dessus du passage, un écusson pontifical.
- Un ancien lavoir entre la rue des Garcins et le chemin du Connier, un autre au niveau de la rue de l'Hôpital et un autre au niveau de la grand rue.
- Une fontaine place de la Libération, à l'extérieur des remparts.
- L'église Saint-Laurent-et-Saint-Michel de Villedieu du XIIe siècle, au cœur du vieux village. Sa tour mesure près de 18,5 mètres de hauteur.
- La chapelle des Pénitents Blancs (1499).
- Une statue de Notre-Dame-de-Saint-Claude de 1936 sur la colline de la Gardette.
- La « vierge du sourire », une statue de la Vierge de style Renaissance, orné d'une coquille Saint Jacques sculpté par Alice Colonieu, sur une maison de Villedieu[29].

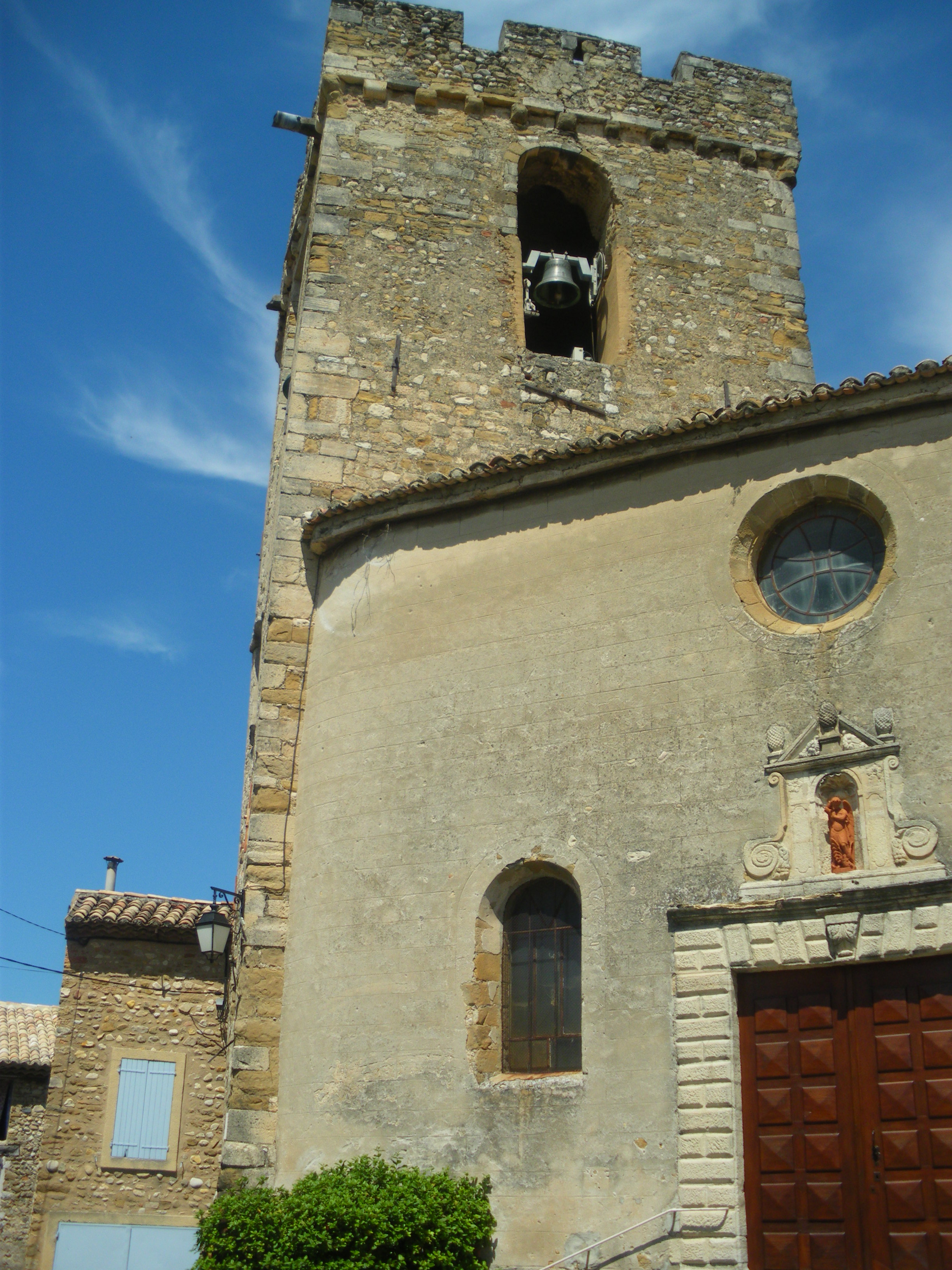
L'église.
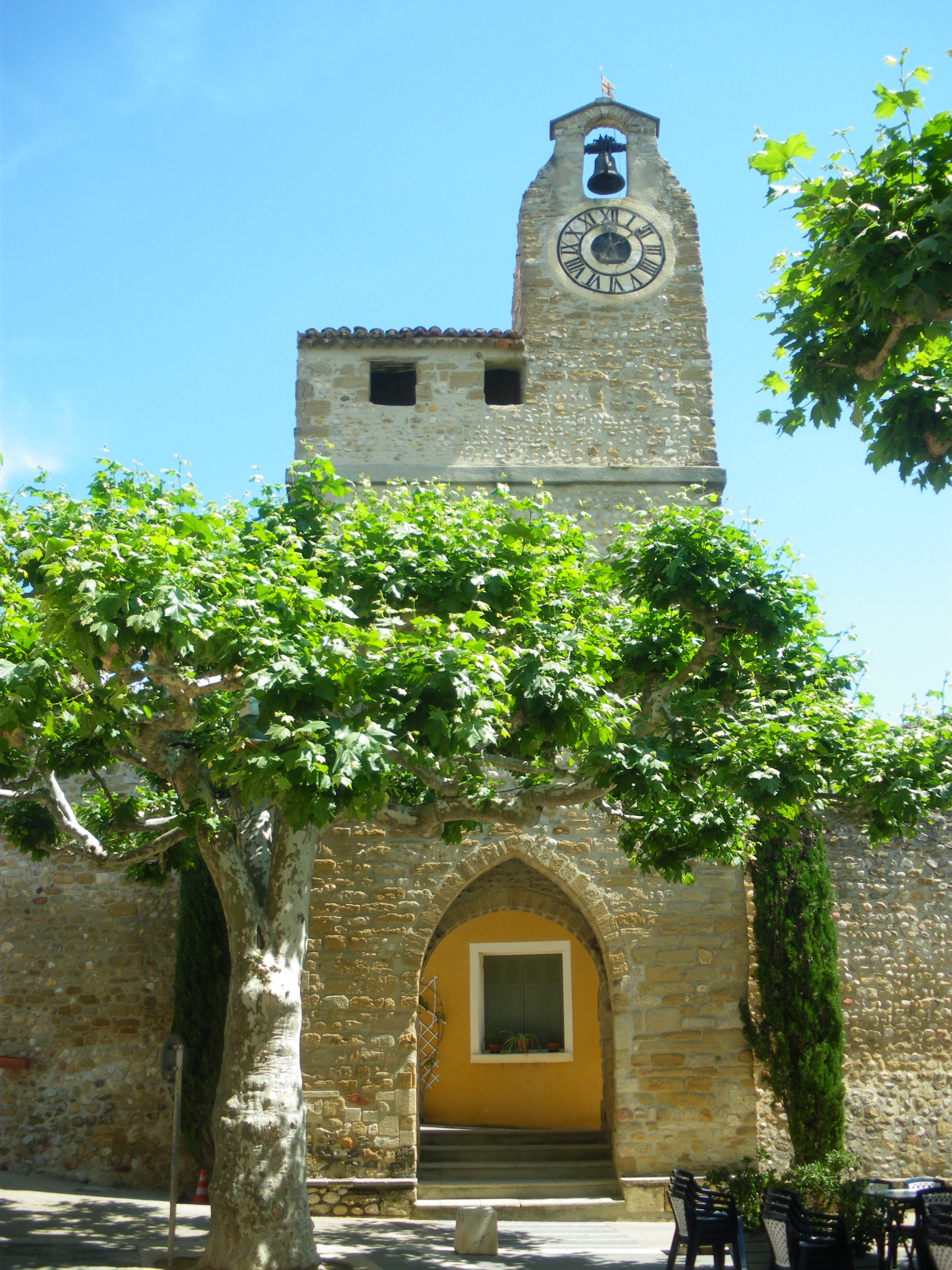
Le beffroi surplombant l'une des portes de vieux village.

## Personnalités liées à la commune
- Xavier Vallat, natif de Villedieu, ancien ministre, député de l'Ardèche.
- Gustave Daladier, natif de Villedieu, As de la Première Guerre mondiale.
- Tito Topin, écrivain, scénariste, dessinateur.